# Мазалово (Ивановская область)
Мазалово — деревня в Шуйском районе Ивановской области. Входит в состав Колобовского городского поселения.

## География
Находится в южной части Ивановской области на расстоянии приблизительно 17 км на юг-юго-восток по прямой от районного центра города Шуя.

## История
На карте 1850 года деревня уже была. В 1859 году здесь (тогда деревня в составе Ковровского уезда Владимирской губернии) было учтено 29 дворов.

## Население
Постоянное население составляло 227 человек (1859 год), 33 в 2002 году (русские 100 %), 24 в 2010.